# Irish Son
Irish Son es el álbum debut como solista de Brian McFadden y fue lanzado el 29 de noviembre de 2004. Él trabajó junto a Paul Barry, Guy Chambers y Mark Taylor en la producción del álbum.

## Lista de canciones
| #   | Título                            | Duración |
| --- | --------------------------------- | -------- |
| 1.  | "Irish Son"                       | 4:20     |
| 2.  | "Real To Me"                      | 3:45     |
| 3.  | "Demons"                          | 3:55     |
| 4.  | "Lose Lose Situation"             | 3:25     |
| 5.  | "He's No Hero"                    | 3:50     |
| 6.  | "Sorry Love Daddy"                | 3:54     |
| 7.  | "Pull Myself Away"                | 3:24     |
| 8.  | "Be True to Your Woman"           | 3:46     |
| 9.  | "Walking Disaster"                | 3:21     |
| 10. | "Walking into Walls"              | 3:45     |
| 11. | "Almost Here" (con Delta Goodrem) | 3:46     |